# Spinadesco
Spinadesco ist eine Gemeinde mit 1431 Einwohnern (Stand 31. Dezember 2023) in der Provinz Cremona in der italienischen Region Lombardei.

## Lage
Spinadesco grenzt an die Gemeinden Acquanegra Cremonese, Castelvetro Piacentino, Cremona, Crotta d’Adda, Monticelli d’Ongina und Sesto ed Uniti. Nach Pizzighettone im Westnordwesten sind es etwa 7 km und in die Innenstadt von Cremona 6 km. Der Ort an der Strada Statale SS 234 liegt an einem Mäander des Po, unweit der Mündung der Adda am fertiggestellten Teil des Kanals Mailand-Cremona.

## Städtepartnerschaft
Der Ort ist verpartnert mit Soyons in Frankreich.